# Violencia sexual

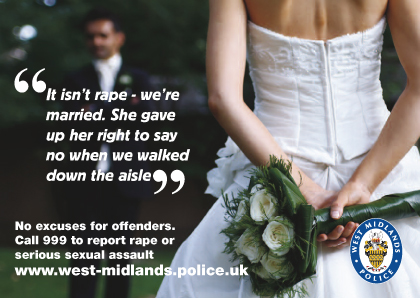
Campaña del Reino Unido contra la violencia y abuso sexual

El término violencia sexual hace referencia al acto de coacción o amenaza hacia una persona con el objetivo de que lleve a cabo una determinada conducta sexual. Por extensión, se consideran también como ejemplos de violencia sexual, «los comentarios o insinuaciones sexuales no deseados, o las acciones para comercializar o utilizar de cualquier otro modo la sexualidad de una persona mediante coacción por la relación de ésta con la víctima, en cualquier ámbito, incluidos el hogar o el lugar de trabajo». La violencia sexual se manifiesta con actos agresivos que, mediante el uso de la fuerza física, psíquica o moral, reducen a una persona a condiciones de inferioridad para imponer una conducta sexual en contra de su  voluntad. Este es un acto que busca fundamentalmente someter el cuerpo y la voluntad de las víctimas. La violencia sexual incluye actos como el abuso sexual, la agresión sexual y la violación. Estos actos son delitos y son una forma de abuso muy grave. La violencia sexual puede tener consecuencias físicas, psicológicas y emocionales en las víctimas. A menudo, las víctimas de violencia sexual tienen problemas de depresión, ansiedad, problemas de autoestima, trastornos alimenticios, entre otros.

## Características y víctimas más frecuentes
Unicef define violencia sexual a la «acción de someter a una persona a la voluntad de un agresor, aprovechándose de la impotencia y desvalimiento de las víctimas, con la intención de dañarla, causarle dolor y sufrimientos (físicos o mentales), despersonalizarla y dominarla sometiéndola a actos sexuales sin su autorización ni consentimiento».
Los casos más frecuentes de violencia sexual son ejercidos sobre niños (la pedofilia y el abuso sexual intrafamiliar) y la violación de mujeres.
El delincuente sexual lo puede ser en exclusiva (sobre todo en el caso de los pedófilos), pero también puede ir acompañado de otros perfiles delictivos, tal es el caso de robos, agresiones, maltrato físico, etc.
El agresor sexual no es necesariamente un desconocido para la víctima; en ocasiones es, precisamente, su cercanía cotidiana a la misma la que le ha facilitado un determinado grado de confianza que ha derivado en la imposición de una determinada relación.
En países con estadísticas fiables al respecto, las agresiones sexuales constituyen un porcentaje relativamente bajo de la violencia denunciada. No obstante, el carácter intrínseco de la violencia sexual sugiere la posibilidad de una violencia encubierta debido a actitudes de vergüenza o de temor a represalias por parte de la víctima.

## Factores de agresión
La mayoría de las víctimas son mujeres ya que los datos de la OMS indican que 1 de 3 mujeres han sufrido algún tipo de violencia sexual (2021). A lo anterior se le suma que, aproximadamente, solo el 5% de las víctimas lo reportan a la policía (Organización Mundial de la Salud, 2013). La mayoría de los agresores de este tipo de violencia son hombres. Esta predominancia del agresor sexual masculino se debe a diversos factores.
- un mayor impulso sexual, derivado, en parte, por el aumento de testosterona en la sangre, que no puede ser inhibido debido a diversos factores. Sin embargo los estudios biológicos que indican, que tanto mujeres como hombres tienen testosterona, anulan este argumento. El impulso sexual es igual tanto en hombres como en mujeres y puede ser inhibido de igual forma por sujetos de uno u otro sexo.[5]
- un mayor componente agresivo; biológicamente también se ha determinado que no existe relación entre sexo y agresividad, por lo que este componente agresivo es causado únicamente por la educación social y cultural que reciban los individuos.
- una mayor impronta de factores socioculturales, como es el caso de las expectativas de su comportamiento como varón, que van asociadas a un impulso sexual fuerte, etc.[9]

En el origen de la violencia sexual se encuentran, al menos, tres factores esenciales:
En primer lugar están los factores psicológicos: la imposibilidad de conseguir la excitación sexual sin el uso de la violencia; la falta de autocontrol; una autoestima deficitaria en lo sexual; la ausencia de empatía sexual, que puede llevar a una distorsión cognitiva que justifique su agresión (a ella le gusta, ella lo ha buscado, el sexo con niños es darles cariño...); algún trastorno de personalidad; una historia personal como víctima de abusos sexuales; etc. En el caso de las violaciones, por ejemplo, en muchas ocasiones más que el placer sexual es la necesidad de satisfacer necesidades de dominación, autoafirmación, competitividad o poder las que están en el origen de las mismas.
En segundo lugar están los factores sociales: el prestigio que da la violencia para ciertos individuos en determinados grupos sociales; la cosificación de la mujer a través de los medios de comunicación y lenguaje sexista; etc.
En tercer lugar están los factores situacionales: como el consumo de drogas y alcohol, el contagio emocional de la vivencia grupal, pertenencia a alguna pandilla y antecedentes de abuso sexual o físico en la niñez.

Lo que en concreto puede precipitar una agresión sexual es la presencia de ciertas variables circunstanciales, como una situación de estrés prolongada, el consumo de alcohol, un deseo urgente sexual, un grado alto de irritabilidad o la percepción de seducción o indefensión en la víctima, así como la probabilidad de que el acto quede impune.

En muchos países se han implementado programas de tratamiento de delincuentes sexuales para reducir la reincidencia, como parte de una estrategia de manejo de este grupo de delincuentes. No obstante, existe cierta controversia con respecto a su efectividad. Por tal motivo, se ha planteado comparar grupos de delincuentes sexuales tratados, con grupos de control equivalentes que no han sido sometidos a dicho tratamiento, para probar si existen diferencias entre ambos grupos en cuanto a la reincidencia de delitos sexuales y de otro tipo.
Una revisión sistemática de 27 estudios, provenientes de siete países y más de la mitad realizados en Norteamérica, encontró que existe, en promedio, una reducción significativa en las tasas de reincidencia para los grupos tratados. Específicamente, la tasa de reincidencia de delitos sexuales fue de 10,1% para los delincuentes tratados, en comparación con 13,7% para el grupo sin tratamiento. Sin embargo, existe demasiada heterogeneidad entre los resultados de los estudios individuales como para poder sacar conclusiones acerca de la efectividad general de este tipo de tratamiento. Se necesitan entonces más estudios, especialmente fuera de Norteamérica, que permitan obtener conclusiones más sólidas.

## Violencia Sexual en México
El mayor aumento de carpetas de investigación la ha tenido el delito de acoso sexual (1,146%), seguido del hostigamiento (344%), el abuso (199.8%), las violaciones -simples y equiparadas- (144%) y otros delitos que atentan contra la libertad y la seguridad sexual (171%).
Durante 2023, a diario fueron abiertas al menos 98 carpetas de investigación por acoso, 37 por abuso, 9 por hostigamiento y 62 por violaciones. En total, se iniciaron 89 mil 253 carpetas de investigación por el conjunto de delitos contra la libertad y la seguridad sexual, que incluyen también otras conductas como el incesto y el estupro.
La violencia sexual contra las mujeres en México es un problema grave, extendido y en aumento que, en los hechos, representa uno de los principales obstáculos para el acceso de las mujeres a una vida libre de violencia, de acuerdo con una investigación de la Dirección General de Difusión y Publicaciones del Instituto Belisario Domínguez (IBD).  
El estudio titulado «El panorama de la violencia sexual contra las mujeres en México», elaborado por el investigador César Alejandro Giles Navarro, señala que tan solo en el 2021, de acuerdo con datos del INEGI, se calcula que se cometieron 1.7 millones de delitos sexuales contra las mujeres que van desde el acoso hasta la violación. La investigación del IBD revela que, durante el primer semestre de 2023, cada día se denunciaron en promedio 66 presuntos delitos de violación en las procuradurías y fiscalías de las entidades, sin embargo, advierte que la mayoría de las víctimas no denuncia, por lo que la cifra negra del delito de violación es mucho más alta. En ese sentido, señala que, según los últimos datos del INEGI, en el 2021 se habrían cometido más de 88 mil violaciones de mujeres, lo que significaría que, en promedio, cada día habrían sido violadas 243 mujeres mayores de 18 años en todo el país. 
En cuanto al castigo de estos delitos, prevalece la impunidad. Por ejemplo, en el 2021, año en el que se registraron 1.7 millones de delitos sexuales, solo fueron recluidas 10,807 personas a las cárceles del país acusadas de delitos contra la libertad y seguridad sexual, lo que implica que, por cada 157 delitos sexuales cometidos en ese año, sólo una persona pisó la cárcel. En los últimos años, el Congreso de la Unión ha aprobado algunas reformas para atender la violencia sexual contra las mujeres, como la prisión preventiva oficiosa para abusadores de menores de edad, la «Ley Olimpia» y la «3 de 3» contra la violencia de género. Otras reformas, como la eliminación de la prescripción para el delito de violación y medidas más drásticas, como la castración química para violadores, siguen siendo analizadas por el Congreso.